# Shine (canción de Sopho Nizharadze)
«Shine» (en español: Brilla) es una canción compuesta por Hanne Sørvaag, Harry Sommerdahl y Christian Leuzzi, e interpretada por Sopho Nizharadze. El tema representó a Georgia en el Festival de la Canción de Eurovisión 2010, tras ser seleccionado el 27 de febrero de seis temas interpretados por Sopho durante la final nacional. Finalmente, el tema quedó en noveno lugar, siendo uno de los mejores resultados obtenidos por el país en los últimos años.
El videoclip de la canción fue lanzado a mediados de marzo.
Este tema es la tercera composición realizada por Hanne Sørvaag para el Festival de Eurovisión. En 2008, coescribió junto a Remee y Thomas Troelsen el tema "Dissapear" para el grupo alemán No Angels; y en 2010 compuso con Fredrik Kempe el tema "My heart is yours", del noruego Didrik Solli-Tangen.